# ŠK Slovan Bratislava
ŠK Slovan Bratislava este un club sportiv slovac, cu sediul în Bratislava. Este cunoscut în special pentru echipa sa de fotbal. A fost fondat în 1919 și este cel mai de succes club slovac de fotbal. Clubul a devenit a treia echipă din Europa Centrală care a câștigat un trofeu european important, câștigând în 1969 Cupa Cupelor (Ferencvárosi TC câștigase Cupa Orașelor Târguri în 1965, iar Dinamo Zagreb în 1967).

## Istorie
Slovan și predecesoarele sale, NV Bratislava și ŠK Bratislava, au câștigat de opt ori titlul în Cehoslovacia, și tot de opt ori în Slovacia. Arena clubului este stadionul Tehelné pole. Rivalul din Bratislava al lui Slovan este echipa Inter Bratislava. Inițial cele două formau o singură echipă, dar s-au despărțit la scurt timp după 1965. Împreună cu Spartak Trnava, Slovan Bratislava a fost singura echipă slovacă care a participat în lupta pentru titlu în campionatul cehoslovac. De aici s-a născut o rivalitate acerbă, și partidele Slovan-Spartak sunt considerate cele mai prestigioase din calendarul intern slovac.
Clubul a primit o lovitură dură în Corgoň Liga 2004, fiind retrogradat în a doua divizie. Clubul l-a angajat pe Jozef Jankech, fostul antrenor al naționalei slovace de fotbal, și a reușit să se întoarcă în prima divizie. Acolo Slovan s-a comportat bine, terminând primul sezon de la revenire pe locul 3 și calificându-se în Cupa Intertoto. După sezonul 2006-2007 antrenorul Jankech a părăsit clubul, fiind înlocuit cu fostul jucător al clubului Boris Kitka.
În anii recenți mai mulți jucători de la Slovan au fost achiziționați de echipe importante din Europa, precum Szilárd Németh de Middlesbrough sau Peter Dubovský de Real Madrid. Cel mai recent tânăr promițător format la Slovan a fost Robert Vittek, care joacă în naționala Slovaciei și care s-a transferat la echipa germană 1.FC Nürnberg după retrogradarea lui Slovan.

## Lotul sezonului
La 3 septembrie 2024.
| Nr. |                       | Poziție | Jucător                      |
| --- | --------------------- | ------- | ---------------------------- |
| 2   | Belgia                | F       | Siemen Voet                  |
| 4   | Georgia               | F       | Guram Kashia                 |
| 6   | Austria               | F       | Kevin Wimmer                 |
| 7   | Slovacia              | M       | Vladimír Weiss Jr. (căpitan) |
| 8   | Nigeria               | A       | Elvis Isaac                  |
| 10  | Croația               | M       | Marko Tolić                  |
| 11  | Armenia               | M       | Tigran Barseghyan            |
| 12  | Slovenia              | F       | Kenan Bajrić                 |
| 13  | Slovacia              | A       | David Strelec                |
| 17  | Cehia                 | F       | Jurij Medveděv               |
| 18  | Slovacia              | A       | Nino Marcelli                |
| 20  | Bosnia și Herțegovina | M       | Alen Mustafić                |
| 21  | Slovacia              | A       | Róbert Mak                   |
| 23  | Ghana                 | A       | Zuberu Sharani               |

| Nr. |          | Poziție | Jucător                                           |
| --- | -------- | ------- | ------------------------------------------------- |
| 25  | Slovacia | F       | Lukáš Pauschek                                    |
| 26  | Slovacia | M       | Artur Gajdoš                                      |
| 27  | Slovacia | F       | Matúš Vojtko                                      |
| 28  | Panama   | F       | César Blackman                                    |
| 30  | Slovacia | P       | Andrej Mikoláš                                    |
| 31  | Slovacia | P       | Martin Trnovský                                   |
| 33  | Slovacia | M       | Juraj Kucka                                       |
| 35  | Slovacia | P       | Adam Hrdina                                       |
| 37  | Slovacia | M       | Július Szöke                                      |
| 71  | Slovacia | P       | Dominik Takáč                                     |
| 77  | Ucraina  | M       | Danylo Ihnatenko                                  |
| 88  | Grecia   | M       | Kyriakos Savvidis                                 |
| 93  | Togo     | A       | Idjessi Metsoko (împrumutat de la Viktoria Plzeň) |

## Onoruri

### Domestice
- Liga slovacă (1993 - prezent)
  - Câștigătoare (15): 1939–40, 1940–41, 1941–42, 1943–44, 1993–94, 1994–95, 1995–96, 1998–99, 2008–09, 2010–11, 2012–13, 2013–14, 2018–19, 2019–20, 2020–21
- Liga slovacă (1939 - 1944)
  - Câștigătoare (4): 1940, 1941, 1942, 1944
- Slovenský Pohár (Cupa Slovacă)
  - Câștigătoare (17): 1970, 1972, 1974, 1976, 1982, 1983, 1989, 1994, 1997, 1999, 2010, 2011, 2013, 2017, 2018, 2020, 2021
- Cupa Pribina (Supercupa Slovacă)
  - Câștigătoare (3): 1994, 1995, 1996
- Liga cehoslovacă (1945 - 1992)
  - Câștigătoare (8): 1949, 1950, 1951, 1955, 1970, 1974, 1975, 1992
- Ceskoslovenský Pohár (Cupa cehoslovacă)
  - Câștigătoare (5): 1962, 1963, 1968, 1974, 1982

### Europene
- Cupa Cupelor
  - Câștigătoare (1): 1969
- Cupa Intertoto
  - Câștigătoare (6): 1968, 1970, 1972, 1973, 1974, 1977